# Phorbas dayi
Phorbas dayi är en svampdjursart som först beskrevs av Claude Lévi 1963.  Phorbas dayi ingår i släktet Phorbas och familjen Hymedesmiidae. Inga underarter finns listade i Catalogue of Life.